# Serbannes
Serbannes är en kommun i departementet Allier i regionen Auvergne-Rhône-Alpes i de centrala delarna av Frankrike. Kommunen ligger  i kantonen Escurolles som ligger i arrondissementet Vichy. År 2022 hade Serbannes 826 invånare.

## Befolkningsutveckling
Antalet invånare i kommunen Serbannes
Referens: INSEE